# Noriko Matsuda
Noriko Matsuda, född 5 mars 1952 i Kushiro, är en japansk före detta volleybollspelare.
Matsuda blev olympisk guldmedaljör i volleyboll vid sommarspelen 1976 i Montreal.